# La Ròcha de Canilhac
La Ròcha Canilhac (en francès La Roche-Canillac) és un municipi francès situat al departament de la Corresa i a la regió de la Nova Aquitània.

## Demografia
| 1962                                       | 1968 | 1975 | 1982 | 1990 | 1999 | 2007 |
| ------------------------------------------ | ---- | ---- | ---- | ---- | ---- | ---- |
| 315                                        | 282  | 214  | 185  | 186  | 164  | 182  |
| Des de 1962: població sense dobles comptes |      |      |      |      |      |      |

## Administració
| Període   | Identitat        | Partit        |
| --------- | ---------------- | ------------- |
| 1963-1971 | Henri Seguin     | PS            |
| 1971-1995 | Jean Bello       | Divers droite |
| 1995-2001 | Raymond Rougerie | PS            |
| 2001-     | France Rouhaud   | UMP           |